# Humberto Fernández-Morán
Humberto Fernández-Morán Villalobos (La Cañada de Urdaneta, estat de Zulia, Veneçuela, 18 de febrer de 1924 - Estocolm, Suècia, 17 de març de 1999) fou un metge i reconegut científic veneçolà en el camp de les ciències físiques i biològiques que va rebre el 1967 el Premi Vovain pel seu invent, el bisturí de diamant. Va contribuir a més al desenvolupament del microscopi electrònic i va ser la primera persona a introduir el concepte de crioultramicrotomia. Va treballar a l'àrea de criosmicroscopia electrònica, en l'ús de lents superconductores i heli líquid en els microscopis electrònics. Va ajudar en la millora dels ultramicròtoms.
Fernández-Morán va ser el fundador de l'Institut Veneçolà de Neurologia i Recerques Cerebrals (IVNIC), precursor de l'actual Institut Veneçolà de Recerques Científiques (IVIC). Va ser Ministre d'Educació al final del govern de Marcos Pérez Jiménez, per la qual cosa es va veure forçat a sortir de Veneçuela el 1958 perseguit pel nou govern instaurat on les seves aportacions científiques van ser vetades a Veneçuela. Durant el seu exili es va exercir com a docent investigador de la Universitat de Chicago i va ser un dels científics que va aportar més al desenvolupament del projecte de la NASA al Programa Apol·lo.
Va estudiar medicina a la Universitat de Múnic on es va graduar summa cum laude el 1944. Es va casar amb Anna Browallius (de nacionalitat sueca), amb la qual va tenir dues filles: Brígida Elena i Verónica. Fernández-Morán era políglota, perquè parlava fluidament castellà, anglès, suec, francès i alemany. Fernández-Morán va morir a Estocolm, producte d'un aneurisma cerebral. El cos d'Humberto Fernández-Morán va ser incinerat i les seves cendres reposen en el cementiri El Cuadrado a la seva ciutat natal, Maracaibo.

## Infància i joventut
Humberto Fernández-Morán neix a La la Canyada de Urdaneta a l'hospital d'especialitats pediàtriques, el 18 de febrer de 1924. Els seus pares van ser Luis Fernández-Morán i Elena Villalobos. Humberto cursa els seus estudis primaris en Maracaibo però solament en part. Atès que el 1936 amb tot just 12 anys, ha de partir a l'exili amb els seus pares i els seus germans, (Tito, Ofelia i Alfonso) a Nova York a causa de les diferències polítiques que tenia el seu pare amb el llavors governador de l'Estat de Zulia; Vincencio Pérez Soto. Posteriorment poc després de la mort del dictador Juan Vicente Gómez, Fernández-Morán torna a Veneçuela i continua els seus estudis de batxillerat al Col·legi Alemany de Maracaibo. El 1937 quan no havia conclòs la secundària és enviat a Alemanya pel seu pare i per recomanació del director del col·legi per les seves altes aptituds acadèmiques.

## Estudis
Humberto Fernández-Morán va rebre un títol de grau en l'institut Schulgemeinde del districte de Schwandorf de Baviera i després va ser enviat a l'edat de 16 anys a estudiar medicina a la Universitat de Múnic de l'Alemanya nazi. Comença els seus estudis poc després de l'inici de la Segona Guerra Mundial, el seu pare tracta de convèncer-ho que es retornés a Veneçuela, però refusa a fer-ho. Es gradua de mèdic cirurgià i doctor en ciències mèdiques el 1944. Als 8 mesos d'haver-se graduat torna a Veneçuela però no aconsegueix exercir la seva professió per ser menor d'edat. Revalida el seu títol a la Universitat Central de Veneçuela (UCV) i exerceix per un curt període a l'hospital psiquiàtric de Maracaibo i fent classes de biofísica a la UCV durant 3 mesos. Posteriorment va realitzar un internat en neurologia i neuropatologia a la Universitat George Washington des de 1945 a 1946. Des de 1946 fins a 1948 va fer una residència de neurocirurgia a l'Hospital Serafimer a Estocolm amb el neurocirurgijà Herbert Olivecrona, mentre treballava com a investigador a l'àrea de microscopia electrònica de 1947 a 1949 a l'Institut Nobel de Física i després per tres anys (1948-1951) a l'Institut de Recerca Cel·lular i Genètica, part del Karolinska a Estocolm. El 1951 va rebre un màster en biologia cel·lular i l'any següent el seu doctorat en biofísica de la Universitat d'Estocolm.

## Acadèmia
L'any 1954, Fernández-Morán decideix retornar a Caracas i després de conversar amb el president Marcos Pérez Jiménez sobre la necessitat de comptar amb un centre de recerca d'alt nivell —a l'estil nord-americà o europeu— obté el suport governamental per fundar l'Institut Veneçolà de Neurologia i Recerques Cerebrals (IVNIC), donant-li una magnífica ubicació geogràfica al cim d'una muntanya nomenada Altos de Pipe (estat de Miranda). Allí es va crear la Biblioteca Científica de Llatinoamèrica, es va instal·lar el primer reactor nuclear d'Amèrica Llatina i el primer centre científic tecnològic del continent. La creació del IVNIC va costar 50 milions de dòlars, emparada per les riqueses petrolieres del país i de l'interès del general Pérez Jiménez de portar a Veneçuela a l'avantguarda tecnològica i el desenvolupament al nivell dels països del primer món. La proposta de Fernández-Morán va partir de la idea d'incorporar els més recents avanços en microscòpia electrònica a l'estudi del cervell. Des de la seva inauguració al desembre de 1954, Fernández-Morán va dirigir el IVNIC fins a 1958. El 6 de juny de 1955 va crear la càtedra de Biofísica de la Universitat Central de Veneçuela.
El 13 de gener de 1958, el llavors president Pérez Jiménez va remoure al General Néstor Prato Chacón com a Ministre d'Educació per nomenar-lo Cap de l'Estat Major, i al seu lloc va nomenar a Fernández-Morán, l'home de major prestigi científic del país a la seva època. Fernández-Morán només va durar 9 dies en el seu lloc com a Ministre d'Educació en ser enderrocat Pérez Jiménez. Amb la caiguda del dictador, a Fernández-Morán el nou govern l'obligà a exiliar-se als Estats Units per no tornar a Veneçuela de forma permanent. A partir de 1959, el IVNIC es va convertir en l'actual Institut Veneçolà de Recerques Científiques (IVIC) i el govern democràtic va vetar les seves recerques que van ser ben rebudes als Estats Units i Europa. A Boston va ser contractat per l'Hospital General de Massachusetts com a assistent de biofísica del servei de neurologia fins a l'any 1962. Durant aquests 4 anys a l'hospital nord-americà va donar xerrades i discursos al departament de Biologia de l'Institut Tecnològic de Massachusetts. Va ser igualment investigador associat de la Universitat Harvard.
El 1962, Fernández-Morán va ser contractat com a professor del Departament de Biofísica de la Universitat de Chicago on va concebre i va desenvolupar l'ultramicroscopi electrònic d'alta resolució, en aquesta universitat rep la distinció de professor vitalici.

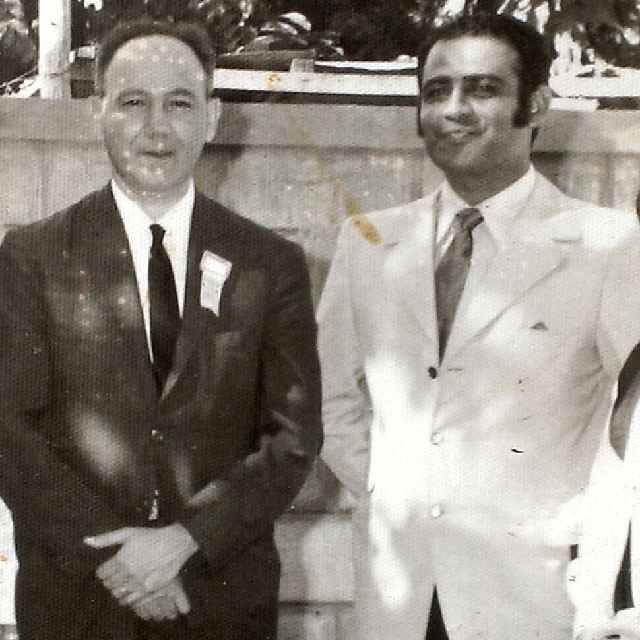
Humberto Fernández-Morán (esquerra) i el Prof. Eduardo Gónzalez (dreta) a l'Escola Bàsica Estadal Humberto Fernández-Morán a Maracaibo.

## Recerques científiques
El 1955 patenta el bisturí de diamant i el 1959 va contribuir a l'ús de la criofixació i tècniques de preparació de baixa temperatura usant heli II, aplicant-les a l'estudi de la ultraestructura de teixits, Així mateix, va fer importants contribucions al coneixement de l'estructura del nervi.
El 1960 va proposar per primera vegada observar directament mostres hidratades congelades (frozen-hydrated), construint el primer crio-microscopi electrònic i el primer crio-portaobjectes, amb el que introdueix el concepte de criomicroscopia electrònica sent considerat per la Universitat Harvard en una llista dels cent estudiosos que més van aportar al desenvolupament científic del segle passat. El 1970 és contractat per la NASA per treballar al Programa Apollo en el camp de l'anàlisi física-química de les roques lunars. El Dr. Morán exposa al I Congrés Veneçolà i Llatinoamericà de Neurociències (Maracaibo, 1979) els avanços sobre les recerques sobre l'organització molecular de membranes cel·lulars analitzades amb la tècnica proposta.
El 1998 l'IVIC crea el Centre de Biologia Estructural Humberto Fernández-Morán amb l'objectiu d'interpretar els fenòmens biològics a un nivell molecular mitjançant un ampli rang d'estudis de l'estructura de proteïnes, àcids nucleics, membranes, orgànuls i virus utilitzant tècniques com la crio-microscòpia electrònica, el processament digital d'imatges, la ressonància magnètica nuclear, la difracció de raigs X de petit angle i la cristal·lografia de raigs X.

## Reconeixements
- Títol de cavaller de l'Orde de l'Estrella Polar de Suècia, conferida pel rei de Suècia.
- Medalla Claude Bernard, lliurada per la Universitat de Mont-real.
- Premi Mèdic de l'Any, atorgat per la Universitat de Cambridge.
- Reconeixement especial lliurat per la NASA amb motiu del X aniversari del Programa Apollo.
- Centre de Biologia Estructural Humberto Fernández-Morán del IVIC.
- Escola Bàsica Estatal "Humberto Fernández-Morán" a Maracaibo.
- (196476) Humfernandez: asteroide del cinturó principal nomenat en honor d'Humberto Fernández Morán, descobert el 2 de maig de 2003 pels astrònoms Ignacio Ferrín i Carlos Lleial a l'Observatori Astronòmic Nacional de Llano del Hato, a la Sierra de Mérida, Veneçuela.